# Scène de crime, l'encyclopédie de la police scientifique
Pour la notion de criminologie, voir Scène de crime.
Pour les articles homonymes, voir Scène de crime (homonymie).
 (juillet 2025).
Si vous disposez d'ouvrages ou d'articles de référence ou si vous connaissez des sites web de qualité traitant du thème abordé ici, merci de compléter l'article en donnant les références utiles à sa vérifiabilité et en les liant à la section « Notes et références ».
Scène de crime, l'encyclopédie de la police scientifique est un roman britannique écrit par Richard Platt et publié aux éditions Tournon en 2003. 
Le roman de type littérature d'enfance et de jeunesse parle de la police scientifique comme son nom l'indique.